# 4878 Gilhutton
4878 Gilhutton este un asteroid din centura principală, descoperit pe 18 iulie 1968, de Carlos Torres și S. Cofre.